# Wolfgang Leese
Wolfgang Leese (* 17. Juni 1946 in Ensheim, Saarland) ist ein ehemaliger deutscher Manager.
Leese wuchs in einfachen Verhältnissen auf. Sein Vater starb während seiner Kindheit. Leese absolvierte von 1965 bis 1967 eine Lehre zum Industriekaufmann. Er studierte anschließend von 1968 bis 1972 Betriebswirtschaft an der Universität des Saarlandes und schloss dies als Diplom-Betriebswirt ab.
Nach seinem Studium arbeitete Leese ab 1973 für 15 Jahre bei der Eisengießerei Halberger Hütte GmbH, zuletzt als Direktor für Controlling. 1988 holte ihn Gerhard Cromme zur Krupp Stahl AG, wo er von 1988 bis 1989 als Direktor für Controlling arbeitete. Von 1990 bis 2000 absolvierte er verschiedene Führungsaufgaben, zuletzt als Vorstandsvorsitzender der ThyssenKrupp Nirosta (KTN). Von 2000 bis 2011 war Leese Vorstandsvorsitzender der Salzgitter AG. Am 31. Januar 2011 ging Leese in den Ruhestand.